# Urushibara-Katalysatoren
Heterogene Katalysatoren vom Urushibara-Typus werden meist zur Hydrierung chemischer Verbindungen eingesetzt. Die Katalysatoren bestehen stets aus zwei verschiedenen Metallen, das unedlere dient dabei als Trägermaterial.

## Geschichte
Die Urushibara-Katalysatoren wurden Anfang der 1950er Jahre von Yoshiyuki Urushibara (1901–1972) erfunden, um Patente zur reduktiven Erzeugung von Estradiol aus Estron mit neuen Methoden zu umgehen.

## Herstellung

### Redoxreaktion
Die Katalysatoren werden durch Reaktion einer wässrigen Übergangsmetallsalzlösung, meist Chloride und Acetate von Eisen, Cobalt, Nickel und Kupfer, mit einem unedleren elementaren Metall (wie Zink oder Aluminium) in Pulverform bei erhöhter Temperatur erzeugt. Das unedlere Metall wird dabei im Überschuss eingesetzt und dient gleichzeitig als Reduktionsmittel und Trägersubstanz.
{\displaystyle \mathrm {2\ FeCl_{3}(aq)+3\ Zn(s)\longrightarrow 2\ Fe(s)+3\ ZnCl_{2}(aq)} }
{\displaystyle \mathrm {CoCl_{2}(aq)+Zn(s)\longrightarrow Co(s)+ZnCl_{2}(aq)} }
Formel: Urushibara-Katalysatoren: Erzeugung von fein verteilten Metallen durch Reduktion mit Zink.

### Aktivierung
Die Reaktivität der so erzeugbaren Katalysatoren kann durch nachträgliche Behandlung mit Laugen (meist Natriumhydroxid) und Säuren (meist Essigsäure), beeinflusst werden.

## Eigenschaften
Die Katalysatoren können in vielen Fällen als Ersatz für das pyrophore Raney-Nickel dienen und sind einfach herzustellen. Die Magnetisierung der Partikel hängt vom Herstellungsverfahren ab.

## Anwendungen
Urushibara-Katalysatoren haben ein ähnlich breites Anwendungsgebiet wie Raney-Nickel. Sie können zur Reduktion von Ketonen, Doppelbindungen, Nitrilen und Nitroverbindungen, zur reduktiven Entschwefelung und zur Nitrilhydrolyse eingesetzt werden.